# گئورگی کوسیخ
گئورگی کوسیخ (روسی: Григорий Георгиевич Косых؛ ۹ فوریهٔ ۱۹۳۴ – ۲۳ فوریهٔ ۲۰۱۲) تیرانداز اهل اتحاد جماهیر شوروی سوسیالیستی بود.
وی در مسابقات کشوری و بین‌المللی در مجموع برندهٔ ۱ مدال طلا شده‌است.